# Beyond the Break
Beyond the Break är en dramaserie om en grupp surfare på Hawaii där kärlek, intriger, äventyr och surfing fyller dagarna.

## I rollerna
- Natalie Ramsey som Lacey Farmer
- Sonya Balmores som Kai Kealoha
- Tiffany Hines som Birdie Scott
- Suzie Pollard som Dawn Preston
- David Chokachi som Justin Healy
- Ross Thomas som Bailey Reese
- Adam T. Brooks som DJ Reese (Säsong 3 endast)
- Jesse Williams som Eric Medina (8 episoder endast)
- Michael Copon som Vin Keahi
- Jason Tam som Shoe
- Olivia Munn som Mily Acuna
- Kim Kardashian som Elle (4 episoder endast)